# Gabriel Gardner
Gabriel Bryan Gardner (San Diego, 18 marzo 1976) è un ex pallavolista statunitense.
Giocava nel ruolo di opposto.

## Carriera
La carriera di Gabriel Gardner inizia quando entra a far parte della squadra di pallavolo della University of Southern California, con la quale gioca dal 1996 al 1997, debuttando nella NCAA Division I. Si trasferisce poi alla Stanford University, con la quale gioca negli ultimi due anni della carriera universitaria. Già nel periodo universitario entra a far parte della nazionale statunitense, debuttando in alcuni tornei amichevoli nel 1998.
Nella stagione 2000-01 firma il primo contratto professionistico col Enose Athlopaidion Patron, squadra della A1 League greca, ma, a causa dei problemi economici del club, passa a metà campionato al Club Voleibol Aguas de Huelva, col quale gioca la seconda parte di stagione nella Superliga spagnola. Nella stagione successiva torna in Grecia, vestendo la maglia del Athletiki Etaireia Patron Olympias. Nell'annata 2002-03 gioca nella Primera División argentina col Club Ciudad de Bolívar, vincendo lo scudetto; nell'annata successiva passa all'Esporte Clube União Suzano, club della Superliga brasiliana; con la nazionale partecipa ai Giochi della XXVIII Olimpiade di Atene.
Torna in Europa per giocare la stagione 2004-05 col club della Voleybolun 1.Ligi turca dell'Erdemir Spor Kulübü, aggiudicandosi il secondo scudetto della propria carriera; terminati gli impegni col club, prende parte alla Liga Superior portoricana, vestendo la maglia dei Playeros de San Juan nel campionato 2005. Nella stagione successiva gioca nella V.League giapponese coi JT Thunders, prima di ritornare in Turchia per vestire la maglia dell'İstanbul BB nel campionato 2006-07; nell'estate del 2007 vince con la nazionale la medaglia di bronzo alla World League e quell'oro al campionato nordamericano.
Firma per l'annata 2007-08 con la Sparkling Volley Milano, squadra della Serie A1 italiana con la quale sfiora soltanto l'accesso ai play-off scudetto; con la nazionale attraversa il periodo più importante della propria carriera, vincendo prima la medaglia d'oro alla World League e poi ai Giochi della XXIX Olimpiade di Pechino. Dopo una stagione nella Superliga russa col Volejbol'nyj klub Ural, torna nel campionato turco per vestire la maglia del Fenerbahçe Spor Kulübü, vincendo lo scudetto nella stagione 2009-10.
Gioca per un breve periodo nel 2010 con la formazione qatariota dell'Al-Arabi Sports Club, per poi firmare nel marzo 2011 con la Sir Safety Perugia, aiutando il club, impegnato nel campionato di Serie A2 italiana, a centrare la salvezza. Dopo questa breve parentesi resta in collegiale con la nazionale per una stagione, giocando gli ultimi incontri della sua carriera nei gironi della World League 2012.

## Palmarès

### Club
- Campionato argentino: 1

2002-03
- Campionato turco: 2

2004-05, 2009-10

### Premi individuali
- 2003 - Giochi panamericani: Miglior servizio